# XML Metadata Interchange
XMI o XML Metadata Interchange (XML de Intercambio de Metadatos) es una especificación para el Intercambio de Diagramas.

La especificación para el intercambio de diagramas fue escrita para proveer una manera de compartir modelos UML entre diferentes herramientas de modelado. En versiones anteriores de UML se utilizaba un Schema XML para capturar los elementos utilizados en el diagrama; pero este Schema no decía nada acerca de cómo debía representarse el modelo.
Para solucionar este problema la nueva Especificación para el Intercambio de Diagramas fue desarrollada mediante un nuevo Schema XML que permite construir una representación SVG (Scalable Vector Graphics). Típicamente esta especificación es utilizada solamente por quienes desarrollan herramientas de modelado UML.
- Datos: Q548264